# Radio Reeperbahn
Radio Reeperbahn ist ein privater Hörfunksender und Internetradio, der allerdings nur noch online zu empfangen ist. 

## Programm
Das Programm richtet sich an die Zielgruppe der 14- bis 39-Jährigen. Überwiegend wird von der Hamburger Reeperbahn berichtet. Mitwirkende sind unter anderem Carsten Spengemann, der aus dem Boulevardfernsehen bekannt ist und seit Februar 2013 eine Sendung bei Radio Reeperbahn moderiert. Seit 2013 werden die Beiträge auf der Webpräsenz nicht mehr aktualisiert, des Weiteren finden keine Moderationen mehr statt. Über den Livestream werden Nonstop Songs samt Jingles gesendet. Die Rotation wurde, wie auch die Webpräsenz, ebenfalls seitdem nicht mehr aktualisiert. 

## Empfang
Seit 26. Juli 2013 ist der Sender zusätzlich empfangbar über den Satelliten Thor 6 auf der Orbitalposition 1°W auf Transponder BSS13 und der Frequenz 11958 MHz im RadioKiosk der MediaCast.

## Unternehmen
Radio Reeperbahn ist eine Produktion der Werbeagentur Eyecansee GmbH in Ahrensburg. Der Standort wurde zeitweise in die Bar R1 in den Tanzenden Türmen verlegt. Mit Schließung der Bar Ende 2013 ist auch der Sender nicht mehr an der Reeperbahn stationiert.